# روپالا
روپالا (نام علمی: Roupala) نام یک سرده از خانواده شکرپارگان است.